# S-Mode 2
Az S-Mode #2 Okui Maszami második válogatásalbuma, mely 2004. február 25-én jelent meg a King Records kiadó gondozásában.

## Információk
- Az albumon 1996-1999 között megjelent 9-18. kislemezeinek a dalai hallhatóak.
- Mindkét CD-n van egy új dal.

## Dalok listája

### CD1
1. Shake It 4:56
2. Dzsama va Szaszenai (邪魔はさせない?) 4:40
3. Naked Mind 4:14
4. J 4:40
5. Rinbu-Revolution (輪舞-revolution?) 4:34
6. Szouda, Zettai. (そうだ、ぜったい。?) 4:35
7. Birth 4:24
8. Aka (朱 -AKA-?) 4:52
9. Never Die 4:16
10. Key 3:49
11. Energy (Be-show Version) 4:53
  - A dal eredeti változata a Gyuu albumon hallható

### CD2
1. Lonely Soul 5:04
2. Nidzsi no jó ni (虹のように?) 4:34
3. Spirit of the Globe 4:39
4. I Can’t... 5:37
5. Precious Wing 5:37
6. Taijó no hana (太陽の花?) 4:32
7. Koisimaso nebarimaso (恋しましょ ねばりましょ?) 4:12
8. Naritai (なりたい?) 3:50
9. Teno hira no kakera (手のひらの破片?) 4:32
10. Memorial Song
  - Új dal